# Јошиказу Фуџита
Јошиказу Фуџита (енгл. Yoshikazu Fujita; 8. октобар 1993) професионални је рагбиста и репрезентативац Јапана, који тренутно игра за Васеда РФК.

## Биографија
Висок 184 цм, тежак 90 кг, Фуџита је до сада за национални тим Јапана одиграо 28 тест мечева и постигао 130 поена.